# Bulbophyllum rolfei
Bulbophyllum rolfei är en orkidéart som först beskrevs av Carl Ernst Otto Kuntze, och fick sitt nu gällande namn av Gunnar Seidenfaden. Bulbophyllum rolfei ingår i släktet Bulbophyllum och familjen orkidéer. Inga underarter finns listade i Catalogue of Life.